# کرال پشت

## فنون و مهارت‌ها

### مراحل استارت
در زمان استارت کرال پشت شناگر، پشت به مسیر شنا در داخل آب می‌ایستد. در این هنگام قسمتی از بالا تنهٔ او از آب خارج خواهد بود سپس شناگر با دو دست میله‌ای را که در زیر سکوی استارت به این منظور بسته شده‌است می‌گیرد (برای تمرین استارت کرال پشت می‌توان از موج گیر استفاده کرد) در این هنگام شناگر هر دو پای خود را به طرف بالاتنه کشیده و کف هر دو پا را در حدود ۳۰ سانتی‌متر زیر سطح آب به دیوار استخر تکیه می‌دهد.
در این حالت حتی می‌تواند پاها تقریباً در کنار یکدیگر طوری قرار گرفته شود که هر یک از آن‌ها از دیگری بالاتر است و شناگر بایستی مراقب باشد که در موقع استارت پاها لیز نخورد، زیرا بیشترین نیروی پرتاب بدن به فاصلهٔ دورتر توسط فشار وارده توسط پاها به دیوارهٔ استخر صورت می‌گیرد.
به محض شنیدن فرمان استارت شناگر سر را به طرف بالاو عقب پرتاب می‌نماید. توجه داشته باشید که بدن در هنگام استارت دارای قوس کمی خواهد بود.
در ضمن سر در مرحله اوج بدن در خارج از آب به عقب کشیده شده و در زمان یکه به داخل آب هدایت می‌شود به طرف سینه کشیده می‌شود تا از به عمق کشیدن بیشتر از حد بدن در آب جلوگیری نماید. در این حالت دست‌ها فشاری مخالف به دستگیره آورده و به پایین و داخل نیرو وارد می‌سازند در این حالت عمل دم انجام می‌گیرد. این کار بایستی با انقباض عضلات شکم انجام شود. در مرحله بعد پاهای شناگر از دیواره جدا شده و در حالی که آخرین فشار وارده توسط باز شدن مفصل مچ پا به دیواره می‌آید دست‌ها به طرف سر در حرکت است.
درهمان حال که دست‌ها به طرف بالای سر می‌رود بدن شناگر در حال سقوط در آب می‌باشد شناگر در این حالت در فکر سُرخوردن پس از غوطه ور شدن در آب است.
چنانچه شناگر پس از استارت بیش از اندازهٔ مطلوب در آب فرورود ابتدا با زدن چند پای کرال پشت سعی می‌کند بدن را به سطح آب بکشد تا شرایط مناسب بدن نسبت به آب ایجاد شود و سپس شروع به زدن دست و پای کرال پشت می‌نماید.

### نکته‌
- شناگر شل و آزاد قرار می‌گیرد و روی طرح مسابقه متمرکز می‌شود.
- اینکه دست‌ها (از مچ به پایین) چگونه دستگیره‌های سکوی استارت را بگیرند، از یک شناگر تا شناگر دیگر فرق می‌کند. اکثر شناگران دستگیره‌ها را به اندازه پهنای شانه‌ها می‌گیرند.
- همچنین طرز قرار گرفتن پاها بر روی دیوار از یک شناگر تا شناگر دیگر فرق می‌کند. با وجود این، اکثر شناگران یک پا را چند سانتیمتری بالاتر از پای دیگر قرار می‌دهند.
- در آستانه اعلام استارت (صدای طپانچه یا بوق)، شناگر چند سانتیمتری خود را بالاتر می‌آورد.
- با شلیک طپانچه، با یک حرکت قوی دست‌ها را رها می‌کند.
- دست‌ها (کل دست) از طرفین به روی آب پرتاب می‌شوند.
- شناگر با پاها (کل پا) و با قدرت زیاد به دیوار فشار وارد می‌کند، به طرف بالا و بر روی آب به حرکت در می‌آید و سر را نیز در بین دست‌ها به عقب پرتاب می‌کند.
- دست‌ها (کل دست) همچنان‌که از طرفین و به موازات سطح آب به حرکت درآمده‌اند، در ناحیه آرنج اندکی خمیده می‌شوند.
- شناگر در هوا بدن را به‌طور کامل می‌کشد، سر متمایل به عقب است به‌طوری‌که چشم‌ها انتهای دیگر استخر را می‌توانند ببینند.
- در نقطه اوج مسیر پرواز، بدن قوس مطلوبی برمی‌دارد. در حالی که سر بین دست‌ها (کل دست) قرار دارند، دست‌ها (از مچ به پایین) و پیشانی وارد آب می‌شوند.
- به محض ورود بدن به آب، پاها (از مچ به پایین) شروع به ضربه زدن می‌کنند. همزمان، دست‌ها (کل دست) و سر شناگر را هدایت می‌کنند تا در یک وضعیت کشیده در زیر آب سر بخورد.
- اگر شناگر قبل از انتقال از حالت استارت به شنای کامل چند ضربه پای دلفینی بزند، او قوس بیشتری در هوا برمی‌دارد. این امر شیرجه زدن عمیق‌تری را میسر می‌سازد و دست‌ها کاملاً نزدیک به یکدیگر و به صورت کشیده در می‌آیند.
- قبل ازکُند شدن سرعت حرکت، شناگر حرکت پا را تقریباً با هشت ضربه شروع می‌کند.
- جهت حرکت انگشتان پا به طرف بالاست.
- نخستین مرحله پیشران زمانی انجام می‌شود که شناگر نزدیک به سطح آب می‌رسد و تا رسیدن به برگشت طبیعی ادامه می‌یابد.

### وضعیت بدن
وضعیت بدن شناگر در این شنا همانند قرار گرفتن یک قایق سرعتی روی سطح آب است.

### وضعیت سر
سر شناگر باید همانند زمانی که روی بالش قرار گرفته، ثابت (بدون حرکت) و متمایل به بالا نگه داشته شود. -مسیر دید شناگر در هنگام شنا باید همانند زمانی باشد که او در رختخواب دراز کشیده و می‌خواهد به اطراف نگاه کند. صورت شناگر باید عاری از آب باشد و این بدان معنی است که آبی روی صورت شناگر نباشد. لاله‌های گوش شناگر باید سطح آب را لمس نمایند.

### حرکت پا
حرکت پا در شنای کرال پشت، شبیه حرکت پا درشنای کرال سینه‌است. لازمه اجرای صحیح شنای کرال پشت همانا حرکت قوی، پیوسته و مداوم پا است. پاها در ابتدا و هنگام حرکت به سمت پایین، صاف و محکم نگه داشته شده و سپس با خمیدگی مختصر زانوها که اجازه می‌دهد تا پا در مسیر قوسی شکل بزرگتری به حرکت درآید، به پایان می‌رسند. هنگام انجام پای کرال پشت، بدن باید به حالت کشیده در آب قرار گیرد تا حرکت پای کرال پشت مؤثر انجام گیرد؛ و در ضمن باسن نباید بیش از اندازه در آب فرورود، بلکه باید در سطح آب قرار گیرد، حرکت پا در کرال پشت بیشتر همان نگهداری افقی بدن بر روی آب را به عهده دارد.
حرکات پا در کرال پشت نیز از سه مفصل مچ پا، زانو، و ران زده می‌شود و از نقطه نظر حرکتی و مکانیکی مشابه حرکت پا در کرال سینه می‌باشد.

#### تمرین پای کرال پشت خارج از آب
دراینجا مانند انواع دیگر شنا بهتر است قبل از شروع کرال پشت، ابتدا به تمرین بدنی خارج از آب بپردازید و آمادگی لازم را برای اجرای کرال پشت در خود به وجود آورید. برای این کار کنار استخر به پشت دراز بکشید، به‌طوری‌که باسن شما در لبهٔ آن قرار گیرد. ساعدها را روی میز قرار داده و سرتان را کمی بالا بگیرید. ساق‌ها و ران‌ها را کشیده نگه داشته، و زانوها را کمی خم کنید وبه‌طور مرتب ساق‌ها را در خلاف جهت هم، به بالا و پایین حرکت دهید. به‌طوری‌که حداکثر فاصله‌ای که پاهای شما با هم ایجاد می‌کنند، بین ۳۰ تا۴۰ سانتی‌متر باشد، و این حرکت را تا آنجا که خسته نشده‌اید انجام دهید.
از نکات مهمی که در هنگام پا زدن باید بدان توجه داشت، این است که حرکت پا باید طوری به آب ضربه بزند که در موقع بالا آمدن، سطح آب را لمس نماید، ولی از آب خارج نگردد. یعنی حالتی مانند جوشش آب به وجود بیاورد. اگر پاها در خارج از آب دیده شود نشانگر این است که پاها بیش از حد بالا آمده‌است. سر هم نبایستی زیاد پایین باشد. اگر آب و حباب‌های ناشی از پا زدن جوششی نداشته باشد، بیانگر این است که پاها در سطح پائینی از حد لازم در حال حرکت است. فاصله بین دو پنجه پا زدن حداکثر نباید از۴۵ سانتی‌متر تجاوز نماید، نکته مهم اینکه سر زانوها نباید از آب خارج گردد.

#### اشتباه‌های رایج و روش صحیح آن
اشتباه: فرورفتن بیش از اندازهٔ باسن در داخل آب.
صحیح: باز کردن مفصل لگن خاصره، ولی توجه داشته باشید که شکم باید در سطح آب قرار گیرد و مضافاً اینکه سر تا حدود گوش در آب فرورود.
اشتباه: حرکت پیستونی پا و فشار آوردن به آب توسط کف پا.
صحیح: مفصل لگن خاصره را باز کنید و حرکت را از این مفصل شروع نمایید وهر دو پا کمی به طرف محور طولی بدن متمایل شود (چرخش به داخل کف پا).
اشتباه: بعضی کارآموزها نیز بیش از حد مفصل زانو را در موقع پا زدن خم می‌نمایند که این کار پیشروی آن‌ها را با اشکال روبرو می‌سازد.
صحیح: در حرکت پای کرال پشت مانند کرال سینه، پا کاملاً کشیده و پنجه به سمت داخل متمایل می‌گردد (به خصوص در موقعی که پا از پائین به طرف سطح آب ضربه وارد می‌کند).
مفصل زانو باید شکسته شود و در پایین‌ترین نقطه‌ای که پا از سطح آب قرار دارد این زاویه، شکستگی زانو به ۹۵ درجه برسد.

### حرکت دست
درشنای کرال پشت، دست‌ها به‌طور متناوب در داخل و خارج آب حرکت می‌نمایند. هنگامی که یک دست از آب خارج می‌شود پنجهٔ دست دیگر به داخل آب فرومی‌رود. حرکت دست به‌طور کلی حرکت درکرال پشت به دو مرحله تقسیم می‌شود که عبارتند از حرکت در داخل آب و حرکت در خارج از آب.
مرحله‌ای که دست در زیر آب حرکت می‌نماید خود به دو مرحلهٔ کوچکتر تقسیم می‌شود این دو مرحله عبارتنداز: مرحلهٔ کشش و مرحلهٔ فشار.
مرحله‌ای که دست درخارج از آب حرکت می‌نماید، هنگامی شروع می‌شود که دست مستقیم از آب خارج شده و از بالای بدن مسیری را طی کرده تا به بالای سربه نقطهٔ فرود در آب می‌رسد. ورود دست در آب به قراری است که کف دست متمایل به طرف خارج بوده و انگشت کوچک ابتدا با آب تماس حاصل می‌نماید. سپس حدود ۲۰–۱۵ سانتی‌متر دست به داخل آب فرورفته و بعد از آن کشش شروع می‌شود. درهنگام کشش آرنج به تدریج خم شده و در مرحله‌ای که در راستای شانه قرار می‌گیرد دارای بیشترین زاویه می‌شود. پس از این که زاویهٔ آرنج به بیشترین درجهٔ خود رسید، در این زمان است که فشار آغاز می‌گردد. کشش شبیه حرفS انگلیسی است.

#### تمرین‌های آموزشی
- حرکت متناوب دست کرال پشت در خشکی.
- کارآموز شنا گر در قسمت کم عمق استخر آهسته به عقب گام برمی‌دارد و ضمناً در همین حال اقدام به انجام دست کرال پشت می‌نماید. خروج دست از آب درقسمت جلوی بدن و عمل ورود دست در آب درقسمت پشت بدن صورت گیرد.
- با خم کردن زانو در حالی که در آب فرورفته‌ایم به طرف عقب گام برمی‌داریم و هم‌زمان با این عمل دست کرال پشت را به‌طور متناوب انجام می‌دهیم.

تذکر: شانه‌ها تکیه‌گاه مهمی هستند و از آنجایی که ظریف و حساس هستند قبل از تمرین حرکت دست کرال پشت سعی کنید که کمربند شانه‌ای را خوب گرم و آماده کنید.
- با فشار پا به دیوار استخر پس از سُرخوردن اقدام به انجام کرال پشت می‌کنیم. دست در خارج از آب باید راست و کشیده باشد و در زیر آب آرنج برای گرفتن بازدهی بیشتر خم می‌شود. درضمن چرخش ملایم حول محور طولی بدن پس از هر حرکت دست لازم است.

#### اشتباه‌های رایج و روش صحیح آن
اشتباه: قرار گرفتن شانه‌ها در زیر سطح آب.
صحیح: فقط شانهٔ همان دستی که در مرحلهٔ حرکت در داخل آب است در اثر چرخش حول محور طولی بدن باید قدری به داخل آب فرورود.
اشتباه: بالا گرفتن سراز آب و فروبردن باسن درداخل آب.
صحیح: قسمت حلفی (پشت) گردن باید روی آب قرار گیرد و باسن در سطح آب باشد.
اشتباه: دست مستقیم در داخل آب حرکت کند و آرنج خم نشود.
صحیح: خم نمودن آرنج در مرحلهٔ کشش و فشار در زیر آب و چرخش ملایم حول محور طولی بدن.
بعضی از شناگران دستشان را از ناحیهٔ مچ خم می‌نمایند و دست را از آب بیرون می‌کشند و بعضی دیگر با چرخش باز و کف دست را متمایل به ران نموده و تقریباً مماس با ران دست را از آب بیرون می‌آورند. به نظر بعضی‌ها برای این که شناگر بتواند دستش را به طرز صحیح از آب بیرون بیاورد اولین قسمت از دست که از آب خارج می‌شود شصت دست است ولی بعضی دیگر از شناگران اصولاً با مچ خمیده دست را از آب خارج می‌نمایند. به هر حال دست در طول مدتی که در هوا و خارج از آب قرار دارد به صورت کشیده بوده و سرعتش در حین طی کردن این مسیر باید متناسب با سرعت کشش دست دیگر در زیر آب باشد. بدین ترتیب که همیشه در کرال پشت دو دست باهم حالتی قرینه دارد. پس به علت قرینه بودن، دست خارج از آب نباید مسیرش را خیلی سریع تر از دستی که داخل آب است و عمل کشش را انجام می‌دهد تمام نماید؛ و اگر چنین شود میزان مقاومت نیز افزایش پیدا خواهد کرد..
محل ورود دست با آب در راستای خط شانه‌است، البته نباید دست بیش از حد از خط شانه خارج گردد. درشنای کرال پشت به ازای هر ۶ ضربه پا هر دو دست هر کدام یک بار دورمی زنند.

### اجرای هم‌زمان حرکات دست وپا
توجه داشته باشید که با دو حرکت دست چپ و راست یعنی هر دودست هرکدام یکبار یک دور می‌زنند، پاها حداکثر شش بار حرکت می‌نمایند. حرکت ویا کشش و فشار دست‌ها عامل بسیار مهم و مؤثری درپیش روی شناگر می‌باشند و در مقابل حرکت پاها، اصولاً در حفظ تعادل و ثبات شناگر نقش مهمی را ایفا می‌نمایند. هنگامی که در پایان مرحلهٔ فشار دست در زیر آب به طرف پایین است و آمادهٔ خارج شدن از آب می‌باشد، حرکت پای همان سمت، به طرف بالا و سطح آب است. این عمل باعث می‌شود که از بالا و پایین رفتن کمر جلوگیری شود. چرخش ملایم بدن حول محور طولی آن، باعث می‌شود که حرکت دست در خارج از آب و خم شدن آرنج در زیر آب آسان‌تر صورت گیرد.

#### موقعیت بدن درشنای کرال پشت
بدن شناگر در کرال پشت باید به مانند دیگر شناها درحالت افقی و موازی با سطح آب باشد؛ و بدین منظور بایستی از فروافتادن پاها جلوگیری نمود و همچنین باید در نظر داشت که در موقع ضربه‌های پا، پنجه بیرون نزند؛ یا زانوها از آب خارج نگردند، سر حالتی به مانند خوابیدن معمولی دارد منتهی خوابیدن بدون استفاده از بالش، کسانی که دارای قدرت شناوری خوب بوده ویا ضربه‌های پای قوی دارند می‌توانند سر را کمی به سمت سینه خم نموده و چانه را به سینه نزدیک نمایند. درهمه حال باید متوجه بود که لگن پایین نیفتد و حالتی خمیده به بدن شناگر ندهد.
مطالعات مشاهده ایی از روی فیلم‌های تهیه شده از شنای کرال پشت این نکته را کاملاً روشن ساخته‌است که بدن شناگر یک گردش حول محور طولی دارد که حدود ۹۰ درجه‌است که ۴۵ درجهٔ آن به سمت چپ و۴۵ درجهٔ آن به سمت راست می‌باشد. شناگر نباید از این گردش جلوگیری نموده ویا اینکه خودش سعی نماید بدنش را بچرخاند، بردن دست به بالای سر و فروبردن دست در آب کشش زیر آب خودش این چرخش را به وجود خواهد آورد.

### نفس‌گیری
شناگران بازدم را از راه بینی و دهان انجام می‌دهند. بازدم از بینی تا حدی باعث می‌شود تا آبی به داخل سوراخ‌های بینی وارد نشود. هنگام تنفس از راه دهان، فک خود را شل و آزاد نگه دارید. تنفس در کرال پشت راحت‌تر از دیگر شنا هاست، به این علت که سر در تمام مدت درخارج از آب قرار دارد؛ ولی آنچه که بایستی بدان توجه داشت این است که شناگر نبایستی خیلی تند تند تفس‌گیری نماید و در عین حال نبایستی عمل هواگیری کشیده و طولانی باشد؛ و برای اینکه شاگرد بتواند بهترین حالت را بدست آورد بایستی به او گفت: با خارج شدن یک دست از آب عمل دم را انجام بده و با خارج شدن دست دیگر عمل بازدم را.
این شیوه وروش برای کسانی که می‌خواهند هواگیری را به‌طور منظم درکرال پشت یاد بگیرند. فرمول بسیار مناسبی است.

## شناگران مشهور کرال پشت
جانی ویسمولر (آمریکا):شناگر نیمه نخست قرن بیستم و برنده ۵ مدال طلای المپیک.
هندریکا مستنبروک (هلند):برنده ۳مدال طلای بازی‌های المپیک برلین.
مارک اسپیتز (آمریکا):برنده ۷مدال طلا در المپیک مونیخ.
کورنلیا اندر (آلمان):برنده ۴مدال طلا در بازی‌های المپیک مونترال.
مارک اسپایتس (آمریکا):۹مدال طلا در المپیک‌های مونیخ و مکزیک.
ولادیمیر سالنیکوف (شوروی):دارنده ۳ مدال طلای بازی‌های المپیک مسکو و سئول.
شین گولد (استرالیا):برنده ۳مدال طلای بازی‌های المپیک مونیخ.
رولاندماتیس (آلمان):دارنده ۴ مدال طلای بازی‌های المپیک مکزیکو و مونیخ.
رایان لاکته (آمریکا)
رایان مورفی (آمریکا)
مارک فاستر:شناگر انگلیسی که در ۲۰۰۸ پکن پنجمین المپیک خود را به نمایش گذاشت.
مارتین فان درویدین:شناگر هلندی، که در سال ۲۰۰۱ بیماری سرطان داشت و قهرمان آب‌های آزاد شد.
داون فریزر:زن استرالیایی قهرمان ۱۰۰ متر آزاد (کرال سینه) در ۱۹۵۶٬۱۹۶۰٬۱۹۶۴و۴۰۰ متر آزاد تیمی۱۹۵۶٬۴مدال طلا گرفت.
گرگ لوگانیس:شیرجه رو آمریکایی در المپیک مونترال که ۱۶ سال داشت، به مدال نقره رسید و در سال ۱۹۸۴به ۲ طلا و در ۱۹۸۸ نیز به ۲طلا نایل شد.